# Гицур Торвальдссон
Гицур Торвальдссон (исл. Gissur Þorvaldsson; 1208 — 12 января 1268) — исландский политический деятель, первый ярл Исландии (с 1258 года). Один из центральных персонажей «Саги об Исландцах» Стурлы Тордарсона.

## Биография
Гицур принадлежал к влиятельному роду Людей из Ястребиной Долины и был одним из ведущих исландских политиков эпохи Стурлунгов. Под началом Кольбейна Младшего он противостоял попыткам Стурлы Сигхватсона установить власть над всем островом, а в 1241 году именно Гицур по приказу норвежского короля организовал убийство Снорри Стурлусона. В 1253 году враги Гицура окружили и сожгли его усадьбу Мошкарное Болото, причём он сам смог спастись, но в огне погибли его жена и все сыновья.
В 1258 году Гицур за свою верную службу королю Норвегии Хакону Старому получил от него титул ярла Исландии, который носил до конца жизни. Современники считали его человеком расчётливым и вероломным.
Гицур стал одним из центральных персонажей «Саги об Исландцах», составленной его современником и в течение большей части жизни врагом Стурлой Тордарсоном. Здесь он изображён как сложная, неоднозначная фигура.

## Семья
Гицур был женат на Гроа, дочери Альва. В этом браке родились трое сыновей: Халль, Ислейв и Кетильбьёрн. Все они погибли вместе с матерью 22 октября 1253 года. Позже Гицур взял в наложницы Ингибьёрг, дочь Гуннара.